# Do the A-Side
Do the A-Side là album tổng hợp các bản A-Side đã được phát hành trước đây trong các đĩa đơn của Do As Infinity được phát hành năm 2005 bởi D-A-I và Kameda Seiji. Album được phát hành ngay trước ngày 29 tháng 9 năm 2005- ngày ban nhạc chính thức tan rã. Phiên bản CD bán được tất cả 279206 bản và phiên bản CD+DVD tiêu thụ được 150000 bản.

## Đĩa CD

### Danh sách

##### Đĩa 1
1. "Tangerine Dream" (Giấc mơ màu vỏ quýt)
2. "Heart" (Trái tim)
3. "Oasis" (Ốc đảo)
4. "Yesterday & Today" (Hôm qua & hôm nay)
5. "Rumble Fish"
6. "We Are." (Chúng ta là.)
7. "Desire" (Khát khao)
8. "Tōku Made" (遠くまで? Xa xôi)
9. "Week!" (Tuần lễ!)
10. "Fukai Mori" (深い森? Rừng sâu)
11. "Bōkensha Tachi" (冒険者たち? Những cuộc phiêu lưu)

##### Đĩa 2
1. "Hi no Ataru Sakamichi" (陽のあたる坂道? Ngọn đồi ngập nắng)
2. "Under the Sun" (Dưới ánh Mặt Trời)
3. "Under the Moon" (Dưới ánh Trăng)
4. "Shinjitsu no Uta" (真実の詩? Bài ca chân lý)
5. "Mahō no Kotoba ~Would you marry me?~" (魔法の言葉～Would you marry me?～? Câu nói kì diệu ~Anh có muốn cưới em không?~)
6. "Honjitsu wa Seiten Nari" (本日ハ晴天ナリ? Hôm nay sẽ là 1 ngày đẹp trời)
7. "Hiiragi" (柊? Hoa Holly)
8. "Rakuen" (楽園? Thiên đàng)
9. "For the Future" (Cho tương lai)
10. "TAO"

## DVD

### Danh sách
1. "Tangerine Dream" (Giấc mơ màu vỏ quýt)
2. "Heart" (Trái tim)
3. "Oasis" (Ốc đảo)
4. "Yesterday & Today" (Hôm qua & hôm nay)
5. "Rumble Fish"
6. "We Are." (Chúng ta là.)
7. "Desire" (Khát khao)
8. "Tōku Made" (Rời xa)
9. "Week!" (Tuần lễ!)
10. "Fukai Mori" (Rừng sâu)
11. "Bōkensha Tachi" (Những cuộc phiêu lưu)
12. "Hi no Ataru Sakamichi" (Ngọn đồi ngập nắng)
13. "Under the Sun" (Dưới ánh Mặt Trời)
14. "Under the Moon" (Dưới ánh Trăng)
15. "Shinjitsu no Uta" (Bài hát đích thực)
16. "Mahō no Kotoba ~Would you marry me?~" (Câu nói kì diệu ~Anh có muốn cưới em không?~)
17. "Honjitsu wa Seiten Nari" (Hôm nay sẽ là 1 ngày đẹp trời)
18. "Hiiragi" (Hoa Holly)
19. "Rakuen" (Thiên đàng)
20. "For the Future" (Cho tương lai)
21. "TAO"

## Xếp hạng
| Bảng xếp hạng (2005) | Thứ hạng | Thời gian trụ hạng |
| -------------------- | -------- | ------------------ |
| Oricon Nhật Bản1     | 3        | 12 tuần            |

1Do The A-Side+DVD